# Unterneusulza
Unterneusulza ist ein Ortsteil der Gemeinde Großheringen im Landkreis Weimarer Land in Thüringen.

## Lage

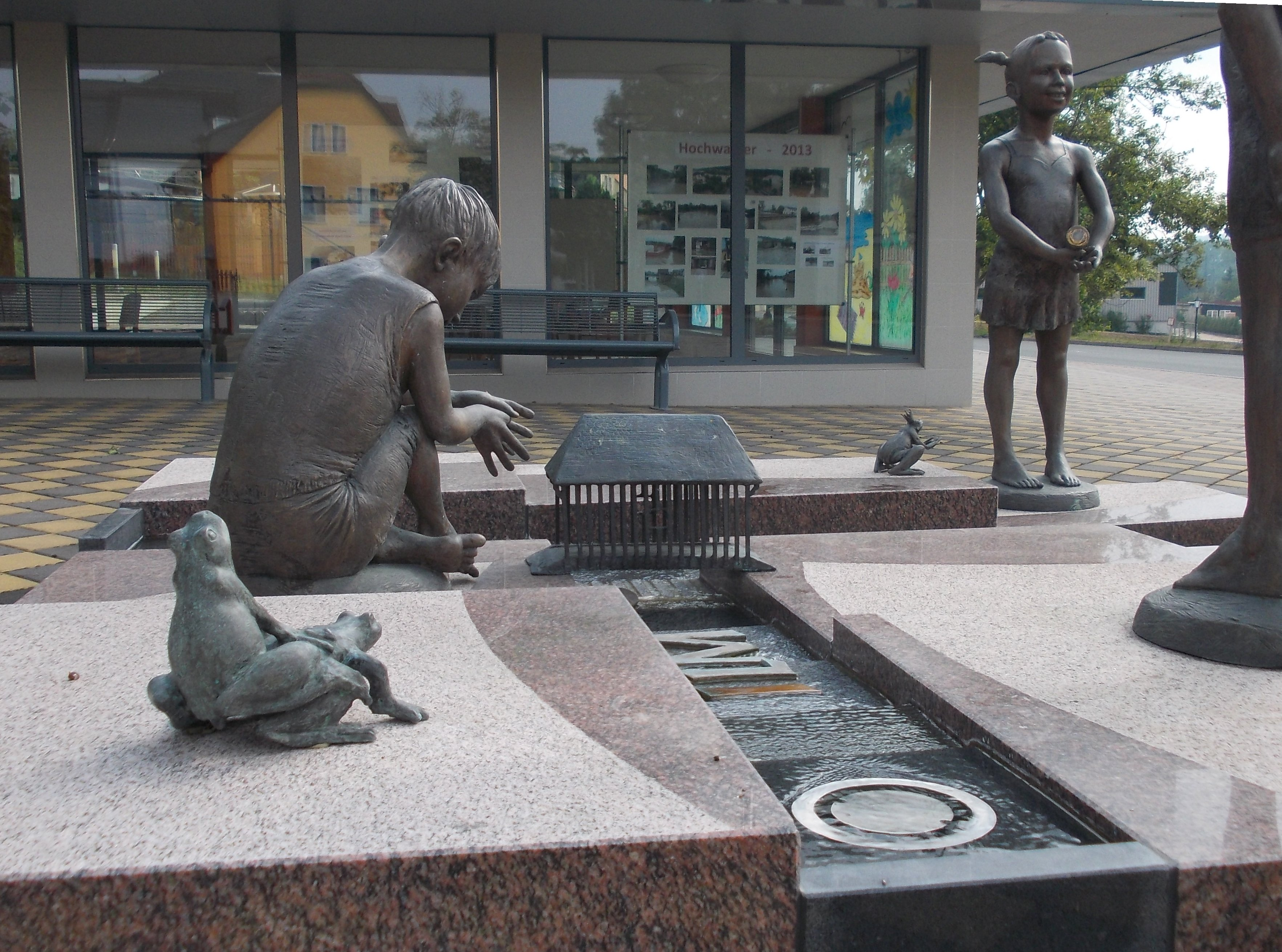
Brunnen

Unterneusulza befindet sich am Westrand von Großheringen und ist nur wenige Meter vom Stadtrand  Bad Sulza entfernt. Durch das Tal fließt die Ilm und es führt die Bahnstrecke von Halle, Leipzig nach Weimar, Erfurt und weiter durch das Tal.

## Geschichte
Der Ort Unterneusulza entstand durch die Salzgewinnung im Ilmtal. 1625 wurde der Siedebetrieb wurde vom Oberaufseher Johann Agricola an die Ilmmündung verlegt, der Ort Unterneusulza genannt und die Strohgradierung eingeführt. 1752 übernahm Freiherrn von Beust die Anlage und brachte sie zu neuer Blüte.
1826 kam das Gebiet als Teil des wettinischen Exklave Camburg vom Herzogtum Sachsen-Gotha-Altenburg zum Herzogtum Sachsen-Meiningen. 
1863 wurden die Salinen erneuert. 
Am 1. Juli 1950 wurde Unterneusulza nach Großheringen eingemeindet.